# Marusza
Marusza (węg. Maros, rum. Mureș) – rzeka w zachodniej Rumunii i w południowo-wschodnich Węgrzech, lewy dopływ Cisy w zlewisku Morza Czarnego. Długość wynosi 883 km, powierzchnia zlewni – około 30 tys. km².
Marusza swe źródła bierze z gór Harghita w Siedmiogrodzie (rum. Transilvania). Później płynie przełomem między Karpatami Południowymi a Górami Zachodniorumuńskimi, a następnie wypływa na równiny Kraju Zacisańskiego i uchodzi do Cisy pod Segedynem.
Ważniejsze miasta położone nad Maruszą w Rumunii: Târgu Mureș, Alba Iulia, Arad.

## Główne dopływy
- Arieș
- Târnava
- Geoagiu
- Sebeș